# Lehramtsreferendariat
Unter dem Lehramtsreferendariat oder Studienreferendariat versteht man in Deutschland die „zweite Phase“ der Lehrerausbildung, den Vorbereitungsdienst, für das Lehramt an allgemeinbildenden und beruflichen Schulen.
Um ein Referendariat handelt es sich historisch nur, wenn der Vorbereitungsdienst für den höheren Dienst abgeleistet wird. Besonders in den Bundesländern, die den höheren und den gehobenen Dienst zu einer Laufbahngruppe zusammengelegt haben, werden oft alle Anwärter unabhängig von der angestrebten Laufbahn als Referendare bezeichnet. Im Folgenden werden die Oberbegriffe Vorbereitungsdienst und Anwärter anstelle laufbahnspezifischer Begriffe verwendet.
Die Anwärter im Bereich der Lehramtsausbildung/Lehrerausbildung tragen in den meisten deutschen Ländern die Dienstbezeichnung Studienreferendar (StRef), wenn sie für eine Laufbahn im höheren Dienst (Lehramt an Gymnasien oder beruflichen Schulen) ausgebildet werden, die Lehrer für den gehobenen Dienst die Dienstbezeichnung Lehramtsanwärter (LAA/LAAnw) oder Lehreranwärter (LAnw), meist mit einem Zusatz der Schulrichtung (zum Beispiel Realschullehreranwärter, Fachlehreranwärter). Die Ausbildung zum Lehrer findet im Beamtenverhältnis auf Widerruf statt oder in einem öffentlich-rechtlichen Ausbildungsverhältnis (z. B. an Privatschulen oder wenn keine Verbeamtung gewünscht wird).
Die „erste Phase“ findet an Universitäten bzw. Pädagogischen Hochschulen (Baden-Württemberg) statt. Während sie zum Ziel hat, die wissenschaftlichen Grundlagen in den Fächern und den Berufswissenschaften (Erziehungswissenschaft, Didaktik, Sozialpsychologie etc.) für professionelles Lehrerhandeln zu schaffen, ist die zweite Phase auf die praktische Ausbildung im engeren Schulbezug ausgerichtet.
Im Bologna-Prozess ist die Lehrerausbildung durch die Einführung des Master of Education verändert worden.

## Ziel der Ausbildung
Ziel der Ausbildung ist das Erlangen von Wissen und Kompetenzen, die für ein qualifiziertes Unterrichten erforderlich sind. Die während des Hochschulstudiums erworbenen fachlichen, didaktischen und pädagogischen Kompetenzen, Erfahrungen und Fertigkeiten sind in engem Bezug zum erteilten Unterricht und zur geleisteten Erziehungsarbeit im Hinblick auf definierte Standards zu erweitern und zu vertiefen. Durch die Ausbildung an Schulen und in Ausbildungsveranstaltungen soll die Fähigkeit zu selbstständigem beruflichen Handeln in Schule, Unterricht und Erziehung erworben werden. Der Anwärter soll unter anderem Stressbewältigungsfähigkeit zeigen, Planungskompetenz für seinen Unterricht entwickeln und eine solide Unterrichtsplanung vorweisen. Auf der Grundlage von Examenslehrproben (auch Prüfungsunterricht/Prüfungslehrprobe genannt) und eventuell durch eine Ausbildungsnote (Vornote) werden die Leistungen begutachtet.

## Ablauf der Ausbildung
Der Vorbereitungsdienst dauert meistens 18 Monate, in Hessen 21, in Bayern 24 Monate, in Brandenburg hingegen nur 12. Teilweise sind Verkürzungen der Ausbildungszeit unter bestimmten Voraussetzungen möglich. Die Anwärter unterrichten, in den Ländern unterschiedlich geregelt, selbstständig bis etwa zum Umfang eines halben Lehrauftrages und absolvieren zusätzlich verschiedene Seminarveranstaltungen, in denen didaktische, methodische und pädagogische Kompetenzen erworben werden sollen. Die Einteilung ist dreigeteilt: Hospitation, Ausbildungsunterricht, eigenständiger Unterricht.
Nach einer unterschiedlich langen Hospitationsphase unterrichten die Anwärter eigenständig – bezeichnet als „eigenständiger“ oder „bedarfsdeckender Unterricht“.
Meistens werden in den Seminaren verschiedene „Bausteine“, die sich aus unterschiedlichen pädagogischen Themen zusammensetzen, erarbeitet bzw. besprochen. Solche Bausteine können beispielsweise Medienkompetenz oder Handlungsorientierung sein. Ferner werden fachspezifische didaktische Fähigkeiten geschult, zum Beispiel die Planung von Experimenten und Übungen. An Seminartagen werden Lehrbeispiele unter bestimmten Schwerpunkten analysiert oder theoretische Grundlagen für den Lehrerberuf gelegt (zum Beispiel Schulrecht und Staatsbürgerkunde). Durch Beratungsbesuche der Fachleiter während des Vorbereitungsdienstes sollen die Anwärter eine Rückmeldung über ihre Leistung erhalten. Die Fähigkeit zur Selbstreflexion soll in diesen Beratungsgesprächen gewonnen werden und in der Hausarbeit über Planung, Durchführung und Reflexion einer mehrstündigen Unterrichtseinheit (teilweise Examensreihe) unter Beweis gestellt werden. Die Ausbildung an den Seminaren findet in der Regel durch Lehrer, die jeweils ein Fach betreuen (Fachseminarleiter/Fachleiter) oder allgemein pädagogische und schulorganisatorische Betreuungsarbeit leisten (Hauptseminarleiter/Fachleiter), statt.
In der nächsten Phase folgt Ausbildungsunterricht, bei dem der Anwärter bei Anwesenheit des Fachlehrers seine Stunden erteilt und diese – im Idealfall – vor und nach der Stunde mit dem Fachlehrer bespricht. In einigen Ländern läuft der Ausbildungsunterricht bis zum Ende des Vorbereitungsdienstes parallel zum eigenständigen Unterricht. Im eigenständigen Unterricht hat der Anwärter alle Aufgaben eines Lehrers, er erteilt den Unterricht alleine, entwirft Klassenarbeiten und Tests, gibt mündliche und schriftliche Noten und beantwortet an Elternabenden die Fragen der Erziehungsberechtigten. Das Pensum schwankt zwischen acht und siebzehn Stunden, in ähnlicher oder gleicher Höhe kommt jeweils der Ausbildungsunterricht hinzu. Lehreranwärter werden in den meisten Ländern von einem Betreuungslehrer (Mentor) zumindest in der Anfangszeit unterstützt.
Der Abschluss des Vorbereitungsdienstes erfolgt mit der Zweiten Staatsprüfung. Diese Staatsprüfung besteht aus verschiedenen Prüfungsteilen, dem Ausbildungsunterricht selbst, einer schriftlichen Arbeit, mindestens einem Prüfungsunterricht pro Unterrichtsfach. Teilweise kommt noch eine Beurteilung durch die Schule hinzu. Die Examensnote wird aus den einzelnen Prüfungsteilen, die eventuell unterschiedlich gewichtet werden, gebildet. Die Note der Ersten Staatsprüfung geht nicht in die Note der Zweiten Staatsprüfung ein. Bei einer Bewerbung auf eine Stelle wird aber in allen Ländern eine Bewerbernote oder Leistungsziffer aus beiden Examina (eventuell verschieden gewichtet) ermittelt.

## Anwärterbezüge
Da die Besoldung Landesrecht ist, ergeben sich hier jedoch einige Schwankungen. Die Anwärterbezüge liegen je nach Eingangsamt bei etwa 1450 € brutto zzgl. eines Familienzuschlages bei Verheirateten und eventuell eines Kinderzuschlages. Eventuell wird noch ein Sonderzuschlag gewährt. Bei diesem Einkommen werden allerdings nur noch Steuern einbehalten. Auch Angestellte erhalten in Berlin die gleichen Bezüge.
Als Beamte auf Widerruf haben Anwärter für sich und ihre Angehörigen Anspruch auf Beihilfen in Krankheitsfällen, die einen Teil (50 % und in der Regel 70 % für Ehegatten und 80 % für Kinder) der Krankheitskosten abdecken. Der Rest kann mit einer privaten Krankenversicherung abgedeckt werden. Es ist auch möglich sich freiwillig gesetzlich zu versichern. Diese trägt dann alle Kosten, allerdings entfällt der Beihilfeanspruch. Soweit Anwärter in einem öffentlich-rechtlichen Ausbildungsverhältnis oder in einem privatrechtlichen Beschäftigungsverhältnis als Angestellte ausgebildet werden, gelten für sie die allgemeinen sozialversicherungsrechtlichen Regelungen.
Wenn Anwärter Beamte auf Widerruf sind, haben sie keine Beiträge zu Arbeitslosenversicherung geleistet und damit auch keinen Anspruch auf Arbeitslosengeld I. Eventuell ist es möglich Arbeitslosengeld II zu beziehen.

## Kritik am Vorbereitungsdienst
Der Vorbereitungsdienst wird von denen, die ihn absolvieren oder absolviert haben, häufig kritisch bis sehr kritisch bewertet. Einer der Hauptkritikpunkte ist die enorme Belastung und der Leistungsdruck, dem die Referendare ausgesetzt sind. Oft wird diskutiert, ob der Vorbereitungsdienst nicht von einem performativen Selbstwiderspruch geprägt sei: Der Anwärter werde angeleitet, einen interessanten Unterricht zu gestalten, der angeblich vorwiegend durch intrinsische Motivation funktionieren könne und in dem für die Schüler möglichst eine angenehme Lernatmosphäre herrschen müsse; genau das werde ihm aber durch ein Ausbildungssystem vermittelt, in dem vorwiegend mit Notendruck gearbeitet werde und in dem das Austesten der psychischen Belastbarkeit im Vordergrund stehe. Akzeptiert man diese Aussagen, so wiegen sie als Kritik schwer: Sie bedeuten letztlich, dass die ausbildenden Pädagogen anders lehren, als später in der Schule gelehrt werden soll, dass sie also in ihrem Bereich ihren eigenen Ansprüchen nicht genügen können oder wollen.
Ein weiteres Problem ergebe sich für Referendare dann, wenn sie zwischen den meist nicht offen ausgesprochenen, aber oft gegensätzlichen Auffassungen der Fachausbilder an den Studienseminaren und den Ausbildungslehrern an den Schulen ihren eigenen Stil finden sollen. In diesem Zusammenhang wird oft über Willkür geklagt, da die Referendare dem Urteil ihrer Fachausbilder ausgeliefert sind und im Bemühen um gute Benotung deren „Moden und Marotten“ folgen müssen. Von einigen Studienseminaren wird wochenplanfüllender eigenständiger Unterricht wegen seines geringeren Lernpotenzials kritisiert. Eingeführt wurde er vor allem, um Stellen bei den voll ausgebildeten Lehrern einzusparen und somit Kosten zu senken.
Evaluationen der Lehrerausbildung beschränken sich in der Regel auf die erste Phase der Lehrerbildung (d. h. das Hochschulstudium), insbesondere auf das schulische Praxissemester. Während es zum Vorbereitungsdienst eine umfangreiche Ratgeber- und Erfahrungsliteratur gebe, fehle es an einem evidenzbasierten Blick: „Eine objektiv-sachliche Auseinandersetzung mit dem Referendariat findet [...] nur in einem begrenzten Maße statt.“ Allerdings deutet sich hierbei langsam eine Trendwende an und es werden zunehmend wissenschaftliche Studien zum Vorbereitungsdienst durchgeführt.

## Ursprung des Vorbereitungsdienstes
Historisch lässt sich das Referendariat (Referendar: der, der aus – vorhandenen – Akten „referiert“) aus den preußischen Reformen zu Beginn des 19. Jahrhunderts ableiten, und zwar vor allem als Reaktion des Staates auf die Neugründung der Universitäten durch Humboldt, der diesen Einrichtungen erstmals das Wissenschaftsprivileg zugestand. Damit waren die Universitäten in Forschung und Lehre frei und keiner staatlichen Reglementierung unterworfen. Es handelte sich bei dem Referendariat (ursprünglich nur für Juristen und nur ein Jahr) um eine Einrichtung des Staates, für eine staatliche Eignung zu sorgen, in der Gesinnung wie in der Leistung. Folgerichtig ist das Referendariat im Kern bis heute keine reine Berufseingangsphase (auch wenn es solche Elemente geben mag), sondern eine dem unmittelbaren Zugriff der Staatsverwaltung unterworfene Institution im Gegensatz zur freien Lehre der Universität. Die oben aufgeführte Kritik führt genau hierauf den Widerspruch zwischen eigenständigem Unterrichten und Übernehmen der Ausbilderhinweise zurück.

## Ablauf in den Ländern

### Baden-Württemberg
In Baden-Württemberg gibt es für den Vorbereitungsdienst keine Einstellungsbegrenzung, das heißt, alle Bewerber werden ohne Rücksicht auf ihre Note eingestellt. Bei der Bewerbung können ein Wunschschulort und bis zu vier Wunschseminarorte in der bevorzugten Reihenfolge genannt werden. Die Zuteilung erfolgt zunächst nach dem Bedarf in den Fächern, bei gleichen Fächern nach Sozialpunkten (z. B. aus gesundheitlichen, familiären oder gesellschaftlichen Gründen).

#### Grund- und Mittelschule sowie Realschulen
Die Lehramtsstudiengänge an den Pädagogischen Hochschulen in Baden-Württemberg sind seit dem Wintersemester 2011/12 neu gestaltet. Anstelle der bisherigen Lehrämter werden jetzt ein reines Grundschullehramt und ein Sekundarlehramt (Werkreal-, Haupt- und Realschule) ausgebildet. Infolgedessen wurden die daran anschließenden Vorbereitungsdienste in ihrer Struktur angepasst.
Letztmals haben angehende Lehrkräfte am 1. Februar 2015 den Vorbereitungsdienst für das Lehramt an Grund- und Hauptschulen sowie für das Lehramt an Realschulen begonnen.
Ab Februar 2016 werden die bisherigen Vorbereitungsdienste durch den Vorbereitungsdienst für das Lehramt an Grundschulen und den Vorbereitungsdienst für das Lehramt an Werkrealschulen, Hauptschulen und Realschulen abgelöst.
Der Vorbereitungsdienst wird an einem Seminar für Ausbildung und Fortbildung der Lehrkräfte und an einer Schule abgeleistet.
Folgende 14 Ausbildungsseminare stehen zur Verfügung:
Die Seminare für Ausbildung und Fortbildung der Lehrkräfte (Grundschulen) in Albstadt, Bad Mergentheim, Freudenstadt, Heilbronn, Laupheim, Lörrach, Nürtingen, Offenburg, Pforzheim und Sindelfingen, die Seminare für Ausbildung und Fortbildung der Lehrkräfte (Werkreal-, Hauptschulen und Realschulen) in Freiburg, Karlsruhe, Ludwigsburg und Reutlingen, sowie die Seminare für Ausbildung und Fortbildung der Lehrkräfte (Grundschulen sowie Werkreal-, Hauptschulen und Realschulen) in Mannheim, Weingarten, Rottweil und Schwäbisch Gmünd.
Die Schulen liegen im Einzugsbereich der Seminarorte.
Der Vorbereitungsdienst dauert 18 Monate und erfolgt an einem Seminar für Ausbildung und Fortbildung der Lehrkräfte sowie an einer Ausbildungsschule.
Ziel der Ausbildung
Die Lehramtsanwärter (LA) der Lehrämter GS und WHR erweitern und vertiefen die Kenntnisse, Erfahrungen und Fertigkeiten aus dem Studium in engem Bezug zur Schulpraxis und auf der Grundlage der Bildungspläne. Für die Ausbildung am Seminar sind die Ausbildungsstandards der Seminare für Didaktik und Lehrerbildung verbindlich. Wesentliche Ziele der Ausbildung sind die Entwicklung der Berufsfähigkeit und der Lehrerpersönlichkeit sowie die Stärkung der Eigenverantwortlichkeit (gemäß § 1 in den Prüfungsordnungen).
Erster Ausbildungsabschnitt
Die Lehramtsanwärter sind zwölf Stunden pro Woche an der Schule und haben ergänzend Seminarveranstaltungen. Begleitende Lehrkräfte (Mentoren) koordinieren die Ausbildung an der Schule. Sie beraten die Lehramtsanwärter. Zentrale Aufgabe ist die praxisnahe Einführung und Einübung in den Erziehungs- und Bildungsauftrag. Im Zeitraum bis Ostern sollen die Lehramtsanwärter in möglichst vielen Klassenstufen hospitieren und unterrichten. Nach Ostern unterrichten sie mindestens zehn Stunden pro Woche, um die nötigen Erfahrungen für den selbstständigen Unterricht zu sammeln. Im ersten Ausbildungsabschnitt sollen sie auch an Schulveranstaltungen teilnehmen und die vielfältigen Aufgaben eines Klassenlehrers kennen lernen. Lehramtsanwärter dürfen nicht für Vertretungsstunden eingesetzt werden.
Zweiter Ausbildungsabschnitt (selbstständiger Unterricht)
Ab September beginnt der zweite Ausbildungsabschnitt. Er dauert ein Schuljahr und umfasst dreizehn Wochenstunden selbstständigen Unterrichts als Fachlehrer in den studierten Fächern sowie die Teilnahme an den Veranstaltungen des Seminars und die Ablegung der Zweiten Staatsprüfung.
Beratende Unterrichtsbesuche
Die Lehramtsanwärter erhalten im ersten und zweiten Ausbildungsabschnitt von den Lehrbeauftragten des Seminars (LB) mindestens zwei beratende Unterrichtsbesuche pro Fach. Über das Beratungsgespräch im Anschluss an den Unterricht erstellen die Lehrbeauftragten ein Beratungsprotokoll, das direkt an die Lehramtsanwärter übergeben wird. Die Lehramtsanwärter fertigen für den Beratungsbesuch in Absprache mit dem Lehrbeauftragten gemäß § 21 WHRPOII entweder einen ausführlichen schriftlichen Unterrichtsentwurf an oder legen eine Planungsskizze vor, die vor Beginn des Unterrichts als Grundlage für den mündlichen Vortrag bezüglich der Überlegungen zur Unterrichtsplanung dient. Die gesamte Ausbildung erfordert eine abgestimmte Begleitung und Beratung durch Schulleitung, Mentoren und Lehrbeauftragte des Seminars. Es ist deshalb notwendig, dass die Schulleitung zusammen mit dem Mentor an den Beratungsbesuchen teilnimmt. Die Schulleiter sind verpflichtet, in jedem Fach mindestens einen Unterrichtsbesuch durchzuführen.

#### Gymnasium und berufliche Schulen
Das Referendariat dauert eineinhalb Jahre. Der frühere zweijährige Vorbereitungsdienst für Referendare ohne Praxissemester (Studienbeginn vor 2000) wurde bis 2008 noch parallel angeboten. Referendare ohne Praxissemester werden seitdem ebenfalls im eineinhalbjährigen Vorbereitungsdienst ausgebildet. Das Nachholen des Praxissemesters und der ethisch-philosophischen Grundlagenseminare an den Universitäten wird dennoch empfohlen. An einigen Seminaren werden freiwillige Ergänzungsangebote für Referendare ohne Praxissemester angeboten. Für Lehramtsstudenten mit dem Fach Sport ist ein mindestens dreimonatiges Vereinspraktikum mit mindestens 24 Übungsdoppelstunden oder eine Trainer- oder Übungsleiterlizenz vorgeschrieben. Referendare, die an beruflichen Schulen ausgebildet werden, benötigen eine für die jeweilige Fachrichtung abgeleistete einschlägige Betriebs- bzw. Berufspraxis von 52 Wochen als Voraussetzung. Für Bewerber mit einer wissenschaftlichen Prüfung für die allgemeinbildenden Gymnasien ist dieses Praxiserfordernis auf 13 Wochen reduziert.
Der eineinhalbjährige Vorbereitungsdienst beginnt seit 2005 immer am ersten Unterrichtstag nach den Weihnachtsferien. Er wird nur an einer Schule absolviert und gliedert sich in ein halbes Jahr begleiteten und ein Jahr selbstständigen Unterricht, während im zweijährigen Vorbereitungsdienst zwei gleich lange Abschnitte vorgesehen waren und im Vorbereitungsdienst für Gymnasien an verschiedenen Schulen absolviert werden mussten. Jetzt wird die Schule nicht mehr gewechselt.
Für Seiteneinsteiger mit Hochschulabschluss (Diplom oder Master) in Physik muss ein zweites Fach aus dem Studium (in der Regel Mathematik) abgeleitet werden können. Dabei müssen für eine Anerkennung als Beifach (Lehrbefähigung für Unter- und Mittelstufe) 30 Semesterwochenstunden (SWS) und für ein Hauptfach (Lehrbefähigung für alle Stufen) 50 SWS nachgewiesen werden. Bei Seiteneinsteigern an beruflichen Schulen wird ebenfalls eine Anerkennung mit 30 SWS in affinen und mit 50 SWS in nichtaffinen Fächern vorgenommen. Seit 2009 gilt wegen der angespannten Bewerbersituation an Gymnasien, dass Bewerber mit einem der Fächer Chemie oder Physik beliebige Fächerkombinationen wählen können.
Erster Ausbildungsabschnitt (erstes Halbjahr): Der Referendar hospitiert und hält zunehmend länger und selbstständiger Unterrichtsabschnitt unter Anleitung des Fachlehrers. Es müssen mindestens 60 Unterrichtsstunden, gleichmäßig auf beide Fächer und Schulstufen verteilt, gehalten werden. Es finden in jedem Fach mindestens zwei Unterrichtsbesuche (unbenotet) durch die Ausbilder (Fachleiter oder Lehrbeauftragte) des Seminars statt. Parallel dazu muss an Unterrichtsveranstaltungen an einem Staatlichen Seminar für Didaktik und Lehrerbildung teilgenommen werden. Diese beziehen sich auf Pädagogik und pädagogische Psychologie und die Fachdidaktik für die jeweiligen Fächer. Ferner wird am Seminar Schul- und Beamtenrecht und an der Schule Schulkunde unterrichtet. Schul- und Beamtenrecht wird in der Regel am Ende des Schuljahres oder zu Beginn des zweiten Ausbildungsabschnittes mündlich geprüft. Ein Fachlehrer der Schule wird zum Mentor, ein Ausbilder des Seminars zum Tutor bestellt. Diese sind besonders für die Ausbildung verantwortlich. Der Tutor führt am Ende des ersten Abschnittes ein Ausbildungsgespräch über das bisher erreichte.
Zweiter Ausbildungsabschnitt (zweites und drittes Halbjahr): Der Referendar hält eigenverantwortlich Unterricht ab (Umfang: 9–12 Wochenstunden) und insgesamt 20 Stunden begleiteten Unterricht. Der eigenständige Unterricht wird aber dennoch gelegentlich vom Mentor besucht und mit dem Referendar besprochen. Auch in diesem Abschnitt soll der Referendar in allen Stufen Unterricht halten. Es erfolgt mindestens ein unbenoteter Unterrichtsbesuch in jedem Fach durch die Seminarausbilder. Im ersten Halbjahr muss der Referendar eine schriftliche Arbeit (Dokumentation einer Unterrichtseinheit, DUE) anfertigen, die kurz nach den Weihnachtsferien abgegeben werden muss. Die Arbeit bezieht sich auf eine Unterrichtseinheit von maximal zwölf Stunden und kann einem Fach oder Pädagogik zugeordnet sein. Im zweiten Halbjahr, bei drei Fächern oder bilingualer Zusatzausbildung kurz vor Weihnachten beginnend, findet in jedem Fach mindestens eine Lehrprobe (Überprüfung der Unterrichtspraxis) in der Oberstufe (bei Beifach nur in der Unter- oder Mittelstufe) und eine weitere in dem Nichtdokumentationsfach, in der Unter- oder Mittelstufe statt. Der Referendar bestimmt für die vom Prüfungsamt festgelegten Zeiträume Fach und Klasse und reicht hierfür einen Stoffverteilungsplan ein. Die Prüfungskommission, ein vom Landeslehrerprüfungsamt bestellter Lehrer als Prüfungsvorsitzender und als Prüfer ein Ausbildungslehrer des Seminars, sucht aus diesen Terminen einen aus, teilt ihn dem Referendar und dem Landeslehrerprüfungsamt mit und nimmt dann die Lehrprobe ab. Gegen Ende des Schuljahres erfolgen noch jeweils mündliche Prüfungen in Pädagogik und Fachdidaktik. Außerdem muss der Schulleiter der Ausbildungsschule eine Beurteilung abgeben. Lehrproben, DUE, mündliche Prüfungen und Schulleiterbeurteilung Laufbahnprüfung für das höhere Lehramt an Gymnasien bzw. beruflichen Schulen und berechtigen, die Berufsbezeichnung „Assessor des Lehramts“ zu führen. Eine Einstellung oder Einstellungszusage ist damit aber nicht automatisch verbunden.
Wird das Ziel des ersten Abschnittes nicht erreicht, wird der Abschnitt um sechs Monate verlängert und danach nochmals geprüft, ob das Ziel erreicht wurde. Bei Nichtbestehen einer Lehrprobe kann der Vorbereitungsdienst verlängert werden, bei nur einer Lehrprobe besteht die Möglichkeit, auf Antrag, diese noch im selben Schuljahr nachzuholen. Schriftliche Arbeit und mündliche Prüfungen können in der Regel noch im selben Schuljahr wiederholt werden.

### Bayern

#### Gymnasium
Das Referendariat dauert zwei Jahre. Der Beginn ist sowohl zum vollen Schuljahr als auch zum Halbjahr möglich.
Erster Abschnitt: Seminarschule. Hospitationen (erste Wochen), danach Übernahme von Klassen der Seminarlehrer (welche weiterhin die Verantwortung tragen). Unterrichtsstunden fünf bis acht pro Woche. Zeitgleich Seminarsitzungen zu Schulrecht und Schulkunde, politische Bildung, Pädagogik, Psychologie und in den beiden (bzw. drei) Unterrichtsfächern. Ablegen der 1. Lehrprobe gegen Ende des ersten Abschnitts.
Zweiter Abschnitt: Ein Jahr Einsatzschule. Die Referendare kommen an ein staatliches Gymnasium in Bayern, das Bedarf in ihren Fächern hat. Sie unterrichten dort eigenverantwortlich wie ein normaler Lehrer (ohne dauernde Überwachung). Ein Einsatz an einem städtischen Gymnasium ist nicht möglich. Die Wochenstundenzahl liegt zwischen 10 und 17 Schulstunden. In jedem Fach werden sie von einer Lehrkraft begleitet, die am Ende auch die Beurteilung des Abschnitts mit verfasst. Die zweite Lehrprobe wird meist in den vorletzten Monaten des Abschnitts abgelegt. Eine zweite Zulassungsarbeit muss (in der Regel parallel zur unterrichtspraktischen Arbeit) angefertigt werden. Ein Schulwechsel zum Halbjahreswechsel ist möglich. Referendare, die ihre Einsatzschule zum Zwischenzeugnis beginnen, müssen in der Regel öfter die Schule wechseln als diejenigen, die mit dem neuen Schuljahr beginnen konnten.
Dritter Abschnitt: Das letzte halbe Jahr wird wieder an der Seminarschule verbracht. Dort werden Klassen der Seminarlehrkräfte übernommen und fünf bis zehn Wochenstunden eigenverantwortlicher Unterricht gehalten. Seminarsitzungen. Dritte Lehrprobe ziemlich bald (nach zwei Monaten), Beginn der Abschlussexamina (mdl. Prüfungen in allen Seminarfächern).
Im Rahmen personeller Probleme wird aktuell über eine Umgestaltung des Referendariats nachgedacht, was v. a. den dritten Abschnitt betreffen würde. Konkrete Maßnahmen sind noch nicht verlautet.

#### Berufliche Schulen
Das Referendariat dauert zwei Jahre und beginnt mit Schuljahresbeginn bzw. zum Halbjahreszeugnis Mitte Februar.
Erster Abschnitt: Neben 10 Wochenstunden Hospitationen, Hörstunden und Lehrversuche (ab siebtem Monat (Halbjahr) als eigenverantwortlicher Unterricht; früher ist möglich) an Seminarschulen, erfolgt die Ausbildung durch 20 eintägige Seminarveranstaltungen am Studienseminar. In der beruflichen Fachrichtung zusätzlich wöchentliche, im Zweitfach zweiwöchentliche Fachsitzungen. Ab dem siebten Ausbildungsmonat sind in der beruflichen Fachrichtung sowie im Zweitfach je eine 45-minütige Lehrprobe abzulegen. Ab dem zehnten Ausbildungsmonat ist eine Hausarbeit anzufertigen.
Zweiter Abschnitt: Unterrichtspraxis an der Einsatzschule: Mindestens 11 Wochenstunden eigenverantwortlicher Unterricht, außerdem eine Seminarveranstaltung pro Woche an einem festen Wochentag. Maximal sind 17 Stunden eigenverantwortlicher Unterricht möglich. Parallel dazu wird die Hausarbeit für die Zweite Staatsprüfung geschrieben. Darüber hinaus übernimmt der Referendar im zweiten Jahr die Klassenleitertätigkeit für eine Klasse.
Insgesamt werden im Referendariat mindestens 12 Unterrichtsbesuche (45 Min.) durchgeführt.
Lehrproben, Hausarbeit, mündliche Prüfungen in Erst- und Zweitfach sowie in staatsbürgerlicher Kunde und Schulrecht, Kolloquium und Beurteilung (bestehend aus den Teilen Unterrichtskompetenz, Erziehungskompetenz sowie Handlungs- und Sachkompetenz) ergeben die Abschlussnote für die Zweite Staatsprüfung.

#### Realschule
Wie am Gymnasium dauert das Referendariat zwei Jahre, beginnt aber ausschließlich zum Schuljahresbeginn (seit 2005).
Erster Abschnitt: Seminarschule. Hospitationen (erste Wochen), danach Übernahme von Klassen der Seminarlehrer (ständige Überwachung des Unterrichts). Unterrichtsstunden 5 bis 8 pro Woche. Zeitgleich Seminarsitzungen zu Schulkunde, politische Bildung, Pädagogik, Psychologie und in den beiden (bzw. drei) Unterrichtsfächern. Ablegen der ersten Lehrprobe zwischen Dezember und Februar. Die zweite Lehrprobe findet dann zwischen März und Mai statt. Im zweiten Halbjahr können Referendare gelegentlich auch „eigenverantwortlichen Unterricht“ bei Lehrermangel an der Schule übernehmen. Hier entfällt die dauernde Überwachung, die Seminarlehrer hospitieren nur sporadisch. Einzig die schriftlichen Leistungsnachweise müssen mit dem Seminarlehrer besprochen werden.
Zweiter Abschnitt: Ein Jahr Einsatzschule. Die Referendare kommen an eine beliebige staatliche Realschule in Bayern, die Bedarf in ihren Fächern hat und unterrichten dort eigenverantwortlich wie ein fertiger Lehrer (ohne dauernde Überwachung). Wochenstundenzahl 11 bis 17. Pro Fach begleitet von einem Betreuungslehrer, der am Ende auch die Beurteilung des Abschnitts mit verfasst. Ablegen der dritten Lehrprobe zwischen März und Mai. Im Rahmen von ein- bis dreitägigen Seminartagen (insgesamt 10–12) kehren die Referendare an ihre Seminarschule zurück, absolvieren dort Seminarsitzungen, Lehrversuche und die mündlichen Prüfungen der Zweiten Staatsprüfung.

#### Förderzentrum
Wie an Realschule und Gymnasium dauert das Referendariat zwei Jahre. Im Gegensatz zu diesen beiden Schulen findet das gesamte Referendariat an einer Einsatzschule statt.
Erster Abschnitt: Einsatzschule. 8 Stunden eigenverantwortlicher Unterricht. Zwei Mal wöchentlich Seminar an Seminarschule bzw. anderen Einsatzschulen.
Zweiter Abschnitt: Einsatzschule. 16 Stunden eigenverantwortlicher Unterricht. Zwei Mal wöchentlich Seminar an Seminarschule bzw. anderen Einsatzschulen.  Meistens Übernahme der Klassenleitung. Ablegung von drei Lehrproben, Mündliche Prüfungen, Hausarbeit für das zweite Staatsexamen.

#### Mittelschule
Erster Abschnitt: 8 Stunden Eigenverantwortlicher Unterricht an der Einsatzschule, 10 Stunden Hospitation beim Betreuungslehrer, 10 Stunden Seminar (an verschiedenen Seminarorten) mit dem Seminarleiter. Im ersten Jahr werden vom LAA 3 Besondere Unterrichtsvorbereitungen (BUV) zu je drei Unterrichtsstunden verlangt, die vom Seminarleiter verbal beurteilt werden. Zudem wird eine schriftliche Hausarbeit verfasst (25 Seiten).
Zweiter Abschnitt: im zweiten Jahr in der Regel Übernahme einer Klassenleitung und 15 Stunden Eigenverantwortlicher Unterricht. Bis Weihnachten werden 3 Stunden BUV verlangt, von Februar bis Mai erfolgen die zwei Lehrproben (eine Einzelstunde im Unterrichtsfach, eine Doppelstunde in zwei der drei Didaktikfächer). In der ersten Woche nach den Osterferien 30-minütiges Kolloquium in Pädagogik, in der ersten Woche der Pfingstferien drei mündliche Prüfungen zu je 20 Minuten in den studierten Fächern, dazu Schulrecht und Politische Bildung.

### Berlin
In der zweiten Phase der Lehramtsausbildung erfolgt die schulpraktische Ausbildung im Vorbereitungsdienst, welcher auch berufsbegleitend absolviert werden kann. Der Vorbereitungsdienst dauert einheitlich 18 Monate (3 Semester). Der Beginn ist dabei halbjährlich möglich. Auf Antrag kann das Referendariat auch in Teilzeit absolviert werden. In diesem Fall verlängert sich der Vorbereitungsdienst auf 24 Monate (dennoch 3 Semester).
Die Berliner Schullandschaft ist geografisch in vier Schulamtsregionen unterteilt, in denen sich mehrere Hauptseminarstandorte befinden. Innerhalb der Region erfolgt außerdem die Zuordnung zu den zwei Fachseminarschulen sowie an der zugewiesenen Ausbildungsschule. Letztere ist für die praktische Ausbildung (selbstständiger und angeleiteter Unterricht und Hospitation) des Referendariats zuständig.
Das Studium und der Vorbereitungsdienst bilden die Berliner Schulstruktur ab und existieren für Lehramt an Grundschulen, Integrierten Sekundarschulen und Gymnasien oder beruflichen Schulen.

#### Rechtliche Grundlagen
Die rechtlichen Grundlagen basieren auf der „Verordnung über den Vorbereitungsdienst und die Staatsprüfung für Lehrämter (VSLVO)“ vom 23. Juni 2014.

#### Module
Im Berliner Vorbereitungsdienst müssen zwei Module – Unterrichten und Erziehen/Innovieren – absolviert werden, welche nach folgenden Bausteinen untergliedert sind:
- Unterrichten
  - Grundlagen des Lehrerberufs
  - Grundsätze der Planung von Unterricht
  - Sprachförderung/Sprachbildung
  - Unterrichtsarrangements
  - Leistung, Reflexion und Evaluation
  - Inklusion I
- Erziehen/Innovieren
  - Entwicklung
  - Reflexion und Entwicklung von Wertevermittlung
  - Konflikte und Gewaltprävention
  - Entwicklung der Berliner Schule

Für Sonderpädagogen gelten abweichende Regelungen. Hier werden die Module „Erziehung, Unterricht“, „sonderpädagogische Förderung (Therapie)“ und „sonderpädagogische Diagnostik und Beratung“ verpflichtend angeboten.
Die Module werden mit einer Modulprüfung abgeschlossen, die sich auf die besuchten Bausteine eines Moduls beziehen. Als Modulprüfungsformen wurden mündlich, multimedial, Portfolio und schriftlich definiert.

### Hamburg
In Hamburg heißt ein Referendar Lehrkraft im Vorbereitungsdienst und wird mit LiV abgekürzt. Die Ausbildung wird in der Verordnung über den Vorbereitungsdienst und die Zweite Staatsprüfung für Lehrämter an Hamburger Schulen (VVZS) geregelt.

### Hessen
Grundlage für die Ausbildung im Vorbereitungsdienst sind das Hessische Lehrerbildungsgesetz (HLbG) und die Durchführungsverordnung (HLbGDV), es dauert 21 Monate, die sich aus einer dreimonatigen Einführungsphase und drei Schulhalbjahren zusammensetzen. Der Beginn ist halbjährlich möglich. Eine Verkürzung um ein halbes Jahr ist auf Antrag möglich. Teilzeit ist auf Antrag möglich. Die Ausbildung findet am Studienseminar und an den zugewiesenen Schulen statt. Ausbildungsunterricht findet in Form von Hospitationen, angeleitetem Unterricht und eigenverantwortetem Unterricht statt.
Der Vorbereitungsdienst ist in vier Abschnitte gegliedert:
- Einführungsphase (drei Monate, bewertungsfrei)
- erstes Hauptsemester (sechs Monate)
- zweites Hauptsemester (sechs Monate)
- Prüfungssemester (sechs Monate).Die pädagogische Ausbildung erfolgt an Studienseminaren, die nach Schulformen untergliedert sind

#### Grundschulen / Haupt- und Realschulen / Förderschulen
- Im Einführungssemester hospitieren die Lehrkräfte im Vorbereitungsdienst (LiV) vor allem und erteilen angeleiteten Unterricht.
- Im ersten und zweiten Hauptsemester sollen 10 bis 12 Stunden eigenständiger Unterricht erteilt werden, mind. zwei Stunden stehen für Hospitationen zur Verfügung.
- Im Prüfungssemester sollen 6 bis 8 Stunden eigenständiger Unterricht erteilt werden.

Die Lehrkräfte im Vorbereitungsdienst besuchen neben den unterrichtlichen Verpflichtungen einige Module am Studienseminar.
Die Leistung setzt sich zu 60 % aus den Vornoten (acht benotete Module zu je 5 %, anzufertigende schriftliche Arbeit mit 10 %, Gutachten der Schulleitung mit 10 %) sowie zu 40 % aus der Zweiten Staatsprüfung (zwei Prüfungslehrproben zu je 15 %, mündliche Prüfung mit 10 %). Insgesamt können 300 Punkte erreicht werden.

#### Gymnasium
- Im Einführungssemester hospitieren die Lehrkräfte im Vorbereitungsdienst (LiV) vor allem und erteilen angeleiteten Unterricht (insgesamt 10 Stunden).
- Im ersten und zweiten Hauptsemester sollen 10 bis 12 Stunden eigenständiger Unterricht erteilt werden, 4 bis 6 Stunden stehen für Hospitationen oder angeleiteten Unterricht zur Verfügung (insgesamt 16 Stunden).
- Im Prüfungssemester sollen 6 bis 8 Stunden eigenständiger Unterricht erteilt werden, 4 bis 6 Stunden stehen für Hospitationen oder angeleiteten Unterricht zur Verfügung (insgesamt 12 Stunden).

Die Lehrkräfte im Vorbereitungsdienst absolvieren neben den unterrichtlichen Verpflichtungen und dem Besuch des Schulseminars weiterhin einige Module, wovon 12 bewertet werden (9 Pflicht-, 3 Wahlpflichtmodule).
Die Leistung setzt sich zu 60 % aus den Modulen zusammen, 10 % entfallen auf die anzufertigende schriftliche Arbeit sowie insgesamt 30 % auf die Zweite Staatsprüfung (zwei Prüfungslehrproben / „Unterrichtspraktische Prüfung“ (20 %), mündliche Prüfung (10 %)). Insgesamt können 300 Punkte erreicht werden, wobei die Punkte der Zweiten Staatsprüfung doppelt zählen.

### Mecklenburg-Vorpommern
Mecklenburg-Vorpommern hat sich am weitesten von den Regelungen der übrigen Länder entfernt, indem die fachdidaktische Ausbildung weitgehend durch Mentoren wahrgenommen und zensiert wird. Die Referendare werden dienstrechtlich an Ausbildungsschulen eingestellt, nicht vom Institut für Qualitätsentwicklung. Dort erfolgt die Ausbildung durch einen vom Schulleiter ausgesuchten Studienleiter, der daneben weiter Unterricht erteilt, in den pädagogischen Belangen durch regelmäßige Seminare und Unterrichtsbesuche mit Kurz- und Langentwürfen. Für die fachliche Ausbildung ist der Mentor an der Schule zuständig, der nur noch unterstützt wird durch einen Fachleiter, der insgesamt 12 vierstündige Fachseminare durchführt und in der Regel nur zwei unbenotete Unterrichtsbesuche in der gesamten Ausbildungszeit macht. Die Seminarleitung erfüllt organisatorische Aufgaben der Seminarstandorte, der zuständige Vorgesetzte des Referendars ist der Schulleiter der Ausbildungsschule. Die Bestandteile der Prüfung sind eine Hausarbeit (ein längerer Stundenentwurf zur Benotung nur durch Studienleiter und Mentor), eine Bewährungsnote (durch Studienleiter und zwei Mentoren), zwei Prüfungsstunden mit einer kurzen Reflexion, die in die Stundennoten einfließen. Bei der Schlussprüfung ist nur ein beliebiger Vertreter des IQ als Prüfungsvorsitzender beteiligt, der nicht zwingend das Fach haben muss. Private Schulen führern die Ausbildung in eigener Verantwortung durch, nur zur Prüfung erscheint ein Prüfungsvorsitzender des Lehrerprüfungsamtes.

### Niedersachsen

#### Gymnasium
Das Referendariat dauert in niedersächsischen Gymnasien 18 Monate.
Die Ausbildungsschule ändert sich im Referendariat in der Regel nicht. Das Referendariat beginnt direkt mit eigenverantwortlichem Unterricht, bei dem der Referendar in bis zu acht Wochenstunden in beiden Fächern je vier Stunden ohne Anwesenheit ausgebildeter Lehrer unterrichtet, bei drei Fächern bis zu zwölf. Zusätzlich ist er verpflichtet, mindestens vier Stunden Ausbildungsunterricht zu besuchen (zwei Stunden Minimum), in dem möglichst bald nicht hospitiert, sondern unter Aufsicht des Lehrers unterrichtet wird. Meist in regelmäßigen Abständen von zwei bis drei Wochen lädt der Referendar seinen pädagogischen Ausbilder, seinen Fachleiter (zum Teil auch den Ausbildungskoordinator der Schule) in seinen Unterricht ein, genauer beide Fachdidaktiker je neun Mal mindestens und den Pädagogen mindestens zu den besonderen Besuchen. Außerdem muss der Referendar zusätzlich zu je zwei „besonderen Unterrichtsbesuchen“ (BuBs) pro Fach einladen, den GUBs (gemeinsame Unterrichtsbesuche) und den BrBs (Beratungsbesuche). In deren Nachbesprechung würdigen und kritisieren nach der eigenen Reflexion durch den Referendar alle Ausbilder (der jeweilige Fach-, der Pädagogikausbilder und [sofern in der Schule vorhanden] der Ausbildungskoordinator) die Stunde. Die BUBs sind als Übung für die ähnlich ablaufenden Prüfungsunterrichte (1 PU pro Fach) gedacht.
Üblicherweise im zweiten Ausbildungshalbjahr muss der Referendar eine schriftliche Hausarbeit zu einem von ihm geplanten, durchgeführten und kritisch reflektierten Unterrichtsversuch (und am Seminar Hildesheim einen zehnseitigen Praxisbericht in Bezug auf eine fünf- bis zehnstündige Unterrichtsreihe) verfassen. Die Unterrichtsreihe umfasst meist mindestens sechs Unterrichtsstunden, der Umfang der schriftlichen Hausarbeit soll in der Regel 15 Seiten Fließtext betragen. Dafür muss ein sechsseitiger Stundenentwurf eingereicht werden, indem u. a. Unterrichtszusammenhang, Lerngruppe, didaktische Rekonstruktion und Methodenauswahl umfassend begründet werden. Oftmals kommt der Fachleiter, in dessen Fach die Hausarbeit geschrieben wird, zum Unterrichtsvorhaben dazu, das in der Arbeit evaluiert und reflektiert wird. Die Fachleitung macht für sich Notizen, verlässt den Referendar aber gleich nach dem Unterricht wieder ohne das sonst übliche Beratungsgespräch zum Konzept des beobachteten Unterrichts.
Die theoretische Ausbildung erfolgt in einigen Seminaren (zum Beispiel Hildesheim, Meppen) nachmittags, wo wöchentlich je zweistündige Pädagogik- und zweiwöchentliche Fachseminarsitzungen stattfinden, ansonsten (Hannover, Osnabrück) werden die Referendare vom Unterricht einen Vormittag freigestellt.
Zum 1. Februar 2009 wurden die Einstellungstermine umgestellt auf die Halbjahresanfänge Februar und August.
Zwischen dem achten und dem zehnten Ausbildungsmonat führen die Auszubildenden mit den Ausbildern im Vorbereitungsdienst gemeinsam ein Gespräch über den Ausbildungsstand und beraten sie zum weiteren Verlauf der Ausbildung. Am Ende des vierzehnten Ausbildungsmonats werden die Leistungen der Referendare vom pädagogischen Ausbilder, in jedem Fachseminar von dessen Leitung und in der Ausbildungsschule von der Schulleitung mit einer Note (nach § 13 Abs. 1) bewertet. Die Benotung ist schriftlich zu begründen. Die leitende Person des Studienseminars ermittelt aus dem Punktwert der schriftlichen Arbeit und den Teilnoten der Ausbilder und des Pädagogen die Ausbildungsnote, indem der Mittelwert errechnet wird. Ergibt die Berechnung eine Dezimalzahl, so findet nur die erste Nachkommastelle Beachtung. Es wird nicht gerundet. Der Punktwert ist entsprechend einer Ausbildungsnote zuzuordnen und dem Referendar bzw. der Referendarin als Vornote schriftlich mitzuteilen.
Ist die Vornote mindestens „ausreichend“, wird der Referendar zum Prüfungsunterricht zugelassen, der im letzten Ausbildungsquartal stattfindet, und zwar je eine Stunde pro Fach. Dabei beobachtet und bewertet ein Prüfungsausschuss (meist bestehend aus pädagogischem Ausbilder, dem Fachausbilder, einem Vertreter der Schulleitung, dem Fachlehrer [und ggf. einem Schulrat der Landesschulbehörde]) den Unterricht. Der Prüfungsunterricht findet üblicherweise an nur einem Tag als ganze Prüfung statt. Nach dem letzten Prüfungsunterricht folgt eine einstündige mündliche Prüfung mit pädagogischen, schulrechtlichen und zwei fachdidaktischen Themanteilen, jeweils mit einem allgemeinen Teil und einem zuvor abgesprochenen. Als Zeugnis der Staatsprüfung gibt es kein ausführliches Gutachten, sondern die Noten der fünf Ausbildungsteile Ausbildungsnote, Hausarbeit, mündliche Prüfung und der beiden Prüfungsunterrichte.

### Nordrhein-Westfalen
NRW stellt zum 1. Mai ein. Bei Notwendigkeit für einen weiteren Termin, die in den letzten Jahren immer gegeben war, wird Ende April jeden Jahres beschlossen, auch am 1. November einzustellen. Um die Zulassung sicherzustellen, müssen alle Bewerber, die in einem anderen Bundesland studiert haben, eine Anerkennung bei einer von der Schulform abhängigen Bezirksregierung beantragen.

#### Gymnasium
Das Referendariat beginnt mit einer Woche an Einführungsveranstaltungen („pädagogische Woche“) und anschließend pro Fach je ein oder zwei Wochen „Intensivphase“ mit dem jeweiligen Fachseminarleiter des Faches an dessen Schule. Danach hospitieren die Lehramtsanwärter mindestens 14 Stunden pro Woche an den ihnen zugeteilten Schulen, für welche sie während des Bewerbungsverfahrens Wünsche äußern konnten. Bei diesem Ausbildungsunterricht übernehmen sie auch manche Stunden und leisten bis zum Halbjahresende (Sommer- oder Winterferien) mindestens einen Unterrichtsbesuch ab. Außerdem findet ein „Eingangs- und Perspektivgespräch“ mit dem Leiter des Kernseminars statt.
Nach den Ferien unterrichten die Referendare 9 Stunden eigenverantwortlichen, „bedarfsdeckenden Unterricht“ (BdU) pro Woche und nehmen an mindestens 5 Stunden Ausbildungsunterricht teil, wo sie wie vor den Ferien hospitieren und manche Stunden übernehmen. Diese Phase endet nach einem Schuljahr und insgesamt 5 Unterrichtsbesuchen pro Fach. Anschließend sind wieder 14 Stunden Ausbildungsunterricht abzuleisten. Vor dem Examen ist zudem eine andere Schulform zu besuchen, wobei die Dauer dieses Besuchs je nach Studienseminar, hier Zentrum für schulpraktische Lehrerbildung (ZfsL) genannt, stark variiert.
Die Note setzt sich wie folgt zusammen:
- je 12,5 % Bewertung der Fachleiter
- 25 % Bewertung des Schulleiters
- 50 % Examenstag (je eine Examensstunde pro Fach, mündliche Prüfung („Kolloquium“), schriftliche Ausarbeitung zu einem Thema)

Der Kernseminarleiter kann keine Note mehr geben.

### Rheinland-Pfalz

#### Realschule / Hauptschule / IGS / Realschule Plus
Das Referendariat dauert insgesamt 18 Monate. Jeweils zum 1. Februar und 1. August ist der Beginn möglich, wobei die Anwärter je nach Termin auf verschiedene Seminare verteilt werden, gegenwärtig sind dies die Studienseminare Kaiserslautern mit Teildienststelle Landau, Trier, Koblenz, Neuwied, und Wallertheim. Seit dem 1. Februar 2012 gilt aufgrund der Zusammenlegung von Haupt- und Realschulen zu Integrierten Gesamtschulen bzw. Realschulen Plus eine neue Ausbildungsverordnung.
Die Anwärter werden vor Beginn des Referendariats einer Ausbildungsschule zugeteilt. Die Anwärter halten an dieser ab dem ersten Tag eigenverantwortlichen Unterricht. Im ersten Ausbildungshalbjahr umfasst das Deputat 12 Stunden (8 eigenverantwortliche Stunden und 4 Hospitationsstunden). Die Zahl der eigenverantwortlichen Stunden kann aber auch variieren, wobei die Gesamtwochenstunden in allen drei Ausbildungshalbjahren insgesamt 24 betragen (z. B. 3 × 8 Stunden oder 8, 7 und 9 Stunden).
Hinzu kommen allgemeine Seminare im Studienseminar sowie Fachseminare, die von den Fachleitern am Seminarstandort abgehalten werden. Zusätzlich gibt es Praxisfachseminare an Ausbildungsschulen. Am Seminar sind die Anwärter in „Personenverbünde“ aufgeteilt, die jeweils einem Angehörigen des Seminars unterstehen, der auch die allgemeinen Seminare hält. Im zweiten Ausbildunghalbjahr verringert sich die Zahl der allgemeinen Seminare, während sich die Zahl der Fach- und Praxisfachseminare entsprechend erhöht. Die Praxisfachseminare finden in der Regel an einer Fachleiterschule statt, so dass mit einigem Fahraufwand gerechnet werden muss.
Während der ersten beiden Ausbildungshalbjahre warten auf jeden Anwärter eine Reihe von Unterrichtsbesuchen. Insgesamt gilt ein Minimum von vier Besuchen pro Ausbildungsfach. Diese unterteilen sich in Unterrichtbesuche (mit Fachleiter und der mit der Ausbildung betrauten Lehrkraft) und Unterrichtsbesuche Plus, bei denen zusätzlich Angehörige des Seminars den Unterricht besuchen. Bei beiden Besuchsarten wird eine ausführliche Unterrichtsplanung erwartet.
Nach jedem Unterrichtsbesuch erfolgt eine Besprechung, in der auf einzelne Aspekte des gezeigten Unterrichts eingegangen wird. Bei Bedarf können die Fachleiter allerdings auch öfter den Unterricht besuchen.
Im ersten und zweiten Ausbildungshalbjahr wird mit jedem Anwärter jeweils ein Beratungsgespräch geführt, bei dem vor beiden Fachleitern, der mit der Ausbildung betrauten Lehrkraft und dem Leiter des Personenverbundes über die persönliche Entwicklung referiert und anschließend im Gespräch auf Schwerpunkte eingegangen wird. Hierfür führen die Anwärter einen individuellen „Entwicklungsbericht“, in dem sie Dinge, Entwicklungen und Stunden dokumentieren, die sie für besonders bedeutsam für ihre Entwicklung erachten.
Im dritten Ausbildunghalbjahr erfolgt die abschließende Prüfung, die aus einer mündlichen Prüfung sowie einer Prüfungslehrprobe pro Fach besteht. Dabei müssen die Anwärter zuvor eines ihrer Fächer zu ihrem „Schwerpunktfach“ erklärt haben. In diesem Fach wird die mündliche Prüfung zur „Präsentationsprüfung“, in der die Anwärter über eine zuvor gehaltene Unterrichtsreihe referieren müssen. Dabei geht es um didaktische, methodische und andere Aspekte, in denen die Anwärter darlegen müssen, dass sie in der Lage sind, Unterricht eigenverantwortlich und längerfristig gemäß den Anforderungen zu planen. Im anderen Fach findet eine „gewöhnliche“ mündliche Prüfung statt.
Eine schriftliche Hausarbeit wird nicht mehr gefordert. Die Endnote setzt sich aus der Vornote (Schulnote, Seminarnote, 2× Fachnote) und den Noten der beiden mündlichen Prüfungen sowie der Prüfungslehrproben zusammen.
Nach bestandener Prüfung sind die frisch ernannten Lehrer für den Rest des Halbjahres weiterhin an ihrer Schule tätig und unterrichten nun ihr gesamtes Deputat eigenverantwortlich.

### Saarland
Der Vorbereitungsdienst ist im Saarland grundsätzlich auf 18 Monate ausgelegt. Die Lehramtsanwärter (gehobener Dienst) bzw. Referendare (höherer Dienst) werden in der Regel als Beamtinnen bzw. Beamte auf Widerruf bis zum Ende der Ausbildung eingestellt. Der Vorbereitungsdienst wird mit der Zweiten Staatsprüfung abgeschlossen. Hierbei ist das Prüfungsamt für das Lehramt an Schulen (Ministerium für Bildung und Kultur) eingebunden. Im Saarland kann der Vorbereitungsdienst lehramtsbezogen an fünf Studienseminaren absolviert werden. Das Sekundarschulsystem ist zweigliedrig.

### Sachsen-Anhalt
Der pädagogische Vorbereitungsdienst in Sachsen-Anhalt dauert für alle Lehrämter 16 Monate. Auf Antrag ist es möglich, die Dauer um vier Monate zu verkürzen. Voraussetzung dafür ist, dass eine hauptberufliche Tätigkeit von sechs Monaten, die den Anforderungen an ein Lehramt, das in Sachsen-Anhalt ausgebildet bzw. angeboten wird, entspricht, nachgewiesen werden kann. Darüber hinaus können verschiedene (schul)praktische Erfahrungen (sechsmonatiges Schulpraxissemester; achtmonatige Fremdsprachenassistenz nach der Ersten Staatsprüfung für ein Lehramt bzw. dem Erwerb des Master of Education; zweijährige hauptberufliche Tätigkeit an einer Hochschule; Zeiten eines Vorbereitungsdienstes für ein anderes oder bereits geleistete Zeiten desselben Lehramts) einbezogen werden. Eine Anerkennung erfolgt nur, „[…] wenn die jeweils ausgeübte Tätigkeit für den Vorbereitungsdienst förderlich war“; der Antrag wird ausschließlich  unter Berücksichtigung der Einschätzung der Leitung der Ausbildungsschule und des Hauptseminars sowie frühstens nach drei Monaten gewilligt.
Die Einstellungen werden zum 01. April oder 01. September eines jeden Jahres vorgenommen.
Der Vorbereitungsdienst ist in drei Phasen gegliedert. Die erste Phase wird als flexible Eingangsphase bezeichnet und umfasst einen Zeitumfang von vier Monaten. Die zweite Etappe ist die anschließende Qualifizierungsphase, die das Ziel verfolgt, die Lehrkräfte im Vorbereitungsdienst im jeweiligen Lehramt weiter zu qualifizieren und zu profilieren. Dieser Ausbildungsabschnitt dauert in der Regel acht Monate. In der Prüfungsphase, die letzten vier Monate der regulären Dauer, findet die Laufbahnprüfung statt. Bei erfolgreichem Bestehen endet der Vorbereitungsdienst. Der Vorbereitungsdienst wird einerseits an einer Ausbildungsschule (schulpraktische Ausbildung), andererseits an einem Studienseminar (seminaristische Ausbildung) durchgeführt. Lehrkräfte im Vorbereitungsdienst werden gegenwärtig an zwei Seminarstandorten ausgebildet: in Magdeburg für die Lehrämter an Grundschulen, Sekundarschulen, Gymnasien, Förderschulen und berufsbildenden Schulen, in Halle (Saale) für die Lehrämter an Grundschulen, Sekundarschulen, Gymnasien sowie Förderschulen.
Mit Beginn des zweiten Ausbildungsmonats sind sechs bis acht Unterrichtsstunden pro Woche von den Lehrkräften im Vorbereitungsdienst eigenverantwortlich zu erteilen. Dabei ist vorgesehen, dass in verschiedenen Klassen und Lerngruppen unterrichtet wird; wichtig ist im Besonderen bei Lehrkräften im Vorbereitungsdienst für das Lehramt an Gymnasien, dass Ausbildungs- und der abschließende Prüfungsunterricht sowohl in der Sekundarstufe I als auch in der Sekundarstufe II stattfindet. In der Qualifizierungsphase erhöht sich das Stundendeputat auf acht bis zehn wöchentliche Unterrichtsstunden. Nach erfolgreicher Laufbahnprüfung kann das Stundenpensum in Absprache mit der Lehrkraft im Vorbereitungsdienst auf 16 wöchentliche Unterrichtsstunden angehoben werden.
Unter der Prämisse, dass die zugelassene Bewerberin bzw. der zugelassene Bewerber die beamtenrechtlichen Voraussetzungen erfüllt, wird der Vorbereitungsdienst im Beamtenverhältnis auf Widerruf absolviert. Deshalb werden Lehrkräfte im Vorbereitungsdienst während ihrer Ausbildung besoldet. Lehramtsanwärterinnen und -anwärter für das Lehramt an Grundschulen sind der Besoldungsgruppe AW A12, die für das Lehramt an Sekundarschulen und an Förderschulen AW A13 zugeordnet. Studienreferendarinnen und -referendare für den höheren Dienst (Lehramt an Gymnasien und Lehramt an berufsbildenden Schulen) werden nach AW A13Z bezahlt. Die Zuordnung zu den Besoldungstabellen erfolgt in Analogie zu denen, nach denen Lehrkräfte nach mit Erfolg bestandener Laufbahnprüfung besoldet werden. Sollten die Bedingungen für die Ernennung in das Beamtenverhältnis auf Widerruf nicht vorliegen, erfolgt der Vorbereitungsdienst in einem öffentlich-rechtlichen Ausbildungsverhältnis.

### Schleswig-Holstein

#### Gymnasium
Das Referendariat dauerte bisher zwei Jahre. Der Beginn ist sowohl zum vollen Schuljahr als auch zum Halbjahr möglich. Eine Verkürzung des Referendariats um ein halbes Jahr war möglich, wenn der Referendar vorher bereits ein halbes Jahr oder länger selbstständig unterrichtet hatte. Seit dem Schuljahr 2011/2012 beinhaltet das Erste Staatsexamen den Master-Abschluss, und der Vorbereitungsdienst dauert regulär nur noch 3 Semester.
Zu Beginn des Referendariats wird man einer Schule zugeteilt, an der man in der Regel bis zum Ende der Ausbildung verbleibt. Hier erteilt der Referendar während seiner Ausbildung eigenverantwortlichen Unterricht. Zur Unterstützung stehen dem Referendar zwei Mentoren zur Seite, einer in jedem Fach. Die Rolle der Mentoren in der Ausbildung ist von enormer Bedeutung. Sie bilden die Lehramtsanwärter in der Praxis aus. Bei den Mentoren handelt es sich in der Regel um Studienräte, die für ihre Mentorentätigkeit einige Weiterbildungsmaßnahmen besuchen müssen.
Der theoretische Teil der Ausbildung findet in so genannten Modulen statt. Dies sind achtstündige Veranstaltungen in den beiden Unterrichtsfächern sowie in Pädagogik, die jeweils alle 4 Wochen in einem festen Rhythmus stattfinden. An diese Module sollen die Referendare die Examenshausarbeit knüpfen. Zusätzlich gibt es zum Ende jedes Semesters einen Zeitraum mit Wahlmodulen, die frei gewählt werden können.
Die Examenshausarbeit wird in Absprache mit dem jeweiligen Modulanbieter oder dem Studienleiter gestellt. Dieser korrigiert und benotet die Hausarbeit. Dies war früher in der Regel die einzige Möglichkeit, von einem Modulanbieter eine Rückmeldung über den eigenen Unterricht zu erhalten. Seit Schuljahresbeginn 2011/2012 wird in den Modulen der Vormittag regelmäßig mit dem Besuch einer Unterrichtsstunde eines der Modulteilnehmer verbracht, dadurch erhöht sich die Zahl der Unterrichtsbesuche pro Semester.
Die Examensprüfung wird von den beiden Studienleitern sowie dem Schulleiter abgenommen. Die Mentoren haben keinen Einfluss auf die Note. Die Mentoren dürfen bei den Prüfungsstunden sowie bei der Besprechung anwesend sein. Zu den Unterrichtsstunden äußern dürfen sie sich erst nach Festlegung der Note.
Sollte der Lehramtsanwärter die Ausbildung abbrechen, muss er einen Teil seiner bisher erhaltenen Bezüge zurückzahlen.